# بیمارستان روانپزشکی انکورا
بیمارستان روانپزشکی انکورا (به انگلیسی: Ancora Psychiatric Hospital) بیمارستانی در ایالات متحده آمریکا است که در ۱۹۵۵ میلادی ساخته شد و دارای ۶۰۰ تخت است.